# Осама Орабі
Осама Орабі (араб. أسامة عرابي‎; нар. 25 січня 1962, Каїр, Єгипет) — єгипетський футболіст, півзахисник. Протягом кар'єри гравця виступав за «Аль-Аглі» (Каїр) та національну збірну Єгипту. Очолював клуб Прем'єр-ліги Єгипту «Ель-Ентаґ Ель-Харбі».

## Кар'єра гравця

### Ранні роки
У 1975 році 13-річний Осама намагався портапити до «Аль-Аглі», але безуспішно. У 1978 році здійснив ще одну спробу порапити до каїрського клубу, але й вона завершилася нічим. У 1981 році протягом двох тижнів тренувався з першою командою «Араб Контректорс», проте не зміг переконати тренерський персонал клубу у власній профпридатності.
Друг Оарбі, Абдул Монейм Мухаммад Алі, познайомив юного футболіста з Ахмедом Махером, головним тренером молодіжної команди «Аль-Аглі». У 1982 році Махер вирішив запросити Осаму до каїрського клубу. Рекордсмен серед єгипетських футболістів за кількістю виграних чемпіонатів (10).

### «Аль-Аглі»
Дебютував за першу команду «Аль-Аглі» в сезоні 1982/83 років, у виїзному матчі проти «Олімпіка» (Александрія), коли каїрський клуб тренував Махмуд Ель-Гохарі, а посаду футбольного директора займав Абдель-Азіз Абдель Шафі. Осама вийшов на поле на останні 20 хвилин поєдинку, замінивши Мохтара Мохтара. «Аль-Аглі» переміг з рахунком 6:0, трьома голами відзначився Закарія Насеф, 2-а — Фаузі Скотті, ще одним голом відзначився Мохтар Мохтар. Згодом став основним футболістом команди. У 1983 році вперше з командою виграв кубок Єгипту, а в 1985 році — національний чемпіонат. У 1987 році разом з «Аль-Аглі» виграв Лігу чемпіонів КАФ (0:0 та 2:0 у фіналі з «Аль-Хілялем» (Омдурман) з Судану). Десятиразовий чемпіон країни та восьмиразовий володар кубку Єгипту. У 1995 році разом з командою вигравав Арабський кубок володарів кубків, а 1996 року — Арабську лігу чемпіонів. У 1984—1986 та 1993 роках разом з «Аль-Аглі» виграв Кубок володарів кубків КАФ, а в 1997 та 1998 роках — Суперкубок КАФ. Футбольну кар'єру завершив наприкінці сезону 1998/99 років у 37-річному віці.

### Кар'єра в збірній
У 1990 році головний тренер єгипетської збірної Махмуд Ель-Гохарі викликав Осаму для участі в чемпіонаті світу 1990 року в Італії. На цьому турнірі зіграв у всих 3 матчах групового етапу: з Нідерландами (1:1), з Ірландією (0:0, відіграв усі 90 хвилин) та з Англією (0:1). З 1988 по 1992 рік у футболці національної команди зіграв 8 матчів.

## Кар'єра тренера
По завершенні кар'єри гравця розпочав тренерську діяльність. У сезоні 2001/02 років допомагав тренувати «Аль-Аглі» (Каїр). Окрім Орабі до тренерського штабу каїрського клубу входили головний тренер Мохтар Мохтар, а також асистенти Магуел Жозе та Хоссам Ель-Бадрі. Допоміг команді виграти кубок ліги та Суперкубок КАФ.
Потім тренував клубу Другого дивізіону чемпіонату Єгипту «Ель-Сакка Ель-Хадід» та «Гаско». 6 червня 2010 року Орабі підписав 1-річний контракт з «Ель-Ентаґ Ель-Харбі». Вже наступного сезону вивів команду до Прем'єр-ліги Єгипту.

## Досягнення

### Клубні
«Аль-Аглі»
- Прем'єр-ліга Єгипту
  -  Чемпіон (10): 1984/85, 1985/86, 1986/87, 1988/89, 1993/94, 1994/95, 1995/96, 1996/97, 1997/98, 1998/99

- Кубок Єгипту
  -  Володар (8): 1983, 1984, 1985, 1989, 1991, 1992, 1993, 1996

- Ліга чемпіонів КАФ
  -  Володар (1): 1987

- Кубок володарів кубків КАФ
  -  Володар (4): 1984, 1985, 1986, 1993

- Арабський кубок володарів кубків
  -  Володар (1): 1994/95

- Кубок арабських чемпіонів
  -  Володар (1): 1996

- Суперкубок КАФ
  -  Володар (2): 1997/98, 1998/99

- Афро-Азійський кубок
  -  Володар (1): 1989